# Steve Tasker
Steven Jay Tasker (* 10. April 1962 in Smith Center, Kansas) ist ein ehemaliger amerikanischer American-Football-Spieler und Sportreporter. Der 1,75 Meter große Tasker spielte für die Houston Oilers und die Buffalo Bills der National Football League nominell die Position des Wide Receivers, bekannt wurde er aber für sein Spiel in den „Special Teams“ als „Kick Returner“ und als sog. „Gunner“. Mit sieben Pro-Bowl-Nominierungen als „special teamer“ (alle als „All-Pro“) ist Tasker einer der höchstdekorierten „Spezialisten“ der NFL-Geschichte.

## Karriere
Tasker wurde im NFL Draft 1985 von den Houston Oilers an 226. Stelle gezogen. In seiner Rookie-Saison absolvierte er für das Team aus Texas sieben Spiele (alle als Einwechselspieler) und spielte sowohl Wide Receiver, Kick Returner und Gunner. Er verbuchte als Wide Receiver zwei Catches für insgesamt 14 Yards Raumgewinn, seine 447 Yards für 17 Returns bedeuteten 26,3 Yards pro Return, womit er NFL-weit Platz 2 belegte. Trotzdem wurde er Mitte der Saison 1986 zu den Buffalo Bills transferiert, die ihn ausschließlich in den „special teams“ als Returner bzw. Gunner spielten.
Tasker entwickelte sich zu einem der besten „Gunner“ der NFL, d. h., er spezialisierte sich darauf, den gegnerischen Punt- oder Kick-Returner früh zu tackeln bzw. den Schuss des gegnerischen Punters zu stören bzw. zu blocken, was öfters zu einem defensiven Touchdown bzw. Safety führte. 1987 wurde Tasker als „special teamer“ in den Pro Bowl gewählt, nachdem er zwei forced fumbles und einen Safety erzielte. Gemeinsam mit den Bills erreichte Tasker viermal nacheinander den Super Bowl, den Buffalo allerdings viermal verlor.
Tasker etablierte sich als einer der besten „special teamer“ der NFL-Geschichte: zwischen 1990 und 1995 wurde er jedes Mal als „special teamer“ in den Pro Bowl gewählt und erlebte im Pro Bowl-Match 1993 einen Höhepunkt seiner Karriere. Tasker erzielte vier Tackles, sorgte für einen „forced fumble“ und blockte im vierten Viertel beim Stand von 13:13 einen gegnerischen Field-Goal-Versuch. Hierfür wurde er mit dem „NFL Pro Bowl Most Valuable Player Award“ ausgezeichnet. Tasker wurde der erste und bis heute einzige „special teamer“, der diesen Preis empfing.
Als Gunner machte Tasker in seiner Karriere 204 Tackles und blockte sieben Punts. Im Herbst seiner Karriere wurde Tasker auch sporadisch auf seiner eigentlichen Position Wide Receiver eingesetzt und erzielte 255 bzw. 372 Yards Raumgewinn, bis er 1997 seine Karriere beendete. NFL.com nominierte Tasker als einen der „10 besten Spieler, die nicht in die Pro Football Hall of Fame aufgenommen worden sind“, und lobte seine „Furchtlosigkeit, mit der er ansprintende Returner tackelte… und gegnerische Schüsse blockte“. Er war der einzige „special teamer“ auf dieser Liste.
Gegenwärtig arbeitet Tasker als Sportkommentator beim Sender CBS.